# Edward Adelson
Edward Howard Adelson (né en 1952) est un neuroscientifique américain, titulaire de la chaire John et Dorothy Wilson en sciences de la vision au Massachusetts Institute of Technology et membre élu du National Academy of Sciences and American Academy of Arts and Sciences.

## Éducation et carrière
Adelson obtient une licence en physique et en philosophie en 1974 à l'université de Yale. Il s'est ensuite inscrit à l'université du Michigan pour obtenir un doctorat en psychologie expérimentale, dont il est sorti diplômé en 1979. Il est chercheur post-doctorat à l'université de New York de 1979 à 1981, après quoi il rejoint Sarnoff Corporation (en) en tant que scientifique pendant cinq ans. L'un des résultats les plus remarquables de ses recherches est la pyramide de Laplace pour le codage d'images visuelles. Adelson a publié plus de 100 articles sur des sujets liés à la vision humaine, à la vision artificielle, à l'infographie, aux neurosciences et à la photographie informatique.

## Récompenses
Pendant son séjour à la Sarnoff Corporation, Adelson a remporté en 1984 la médaille Adolph Lomb de l'Optical Society of America. Il a rejoint la faculté du MIT en 1987, d'abord au Media Lab avant de rejoindre le département des sciences du cerveau et de la cognition en 1994. En 1992, il a reçu le prix Rank en optoélectronique et, en 2005, le prix Longuet-Higgins de l'IEEE Computer Society. En 2006, il est élu membre de l'Académie nationale des sciences des États-Unis. En 2010, il est élu membre de l'Académie américaine des arts et des sciences. En 2013, il reçoit le prix Helmholtz de l'IEEE Computer Society[6]. En 2020, il reçoit la médaille Ken Nakayama pour l'excellence en science de la vision. En 2022, il reçoit la médaille Kurt Koffka pour avoir "fait progresser les domaines de la perception ou de la psychologie du développement dans des proportions extraordinaires".
Adelson est également membre de la Society of Experimental Psychologists.

## Pages connexes
- Echiquier d'Adelson